# David H. Trump
David Hilary Trump (ur. 1931, zm. 2016) – brytyjski archeolog, znany ze swojej pracy w dziedzinie prehistorii Malty. w roku 1954 Trump pomagał Johnowi Davies Evansowi odkopywać ruiny Ġgantija. Brał udział w wykopaliskach wielu ważnych miejsc maltańskiej prehistorii, w tym świątynie Skorba oraz Xagħra Stone Circle. W latach 1958–1963 był kuratorem w National Museum of Archaeology na Malcie. Przeszedł na emeryturę w roku 1997. W grudniu 2004 roku za swą pracę dla maltańskiej archeologii odznaczony został przez rząd Malty National Order of Merit. David H. Trump zmarł 31 sierpnia 2016 roku, zaraz po swoich 85. urodzinach.

## Wybrana bibliografia
- Skorba: A Neolithic Temple in Malta, Society of Antiquaries of London
- Skorba, Oxford University Press (1966)
- Malta : an Archaeological Guide, Faber et Faber, Londres (1972)
- The Penguin Dictionary of Archaeology, Penguin Books Ltd (1972)
- Malta, Nagel Publishers (1980)
- Prehistory  of the Mediterranean, Yale University Press (1980)
- Malta, Prehistory and Temples, Midsea Books Ltd (2003)
- Greece and Rome Victorious, 500 B.C.-200 B.C, Macmillan Publishers
- The American Heritage Guide to Archaeology, American Heritage Press
- A Dictionary of Archaeology, Penguin Books Ltd,
- Ancient Rome, Granada Publishing
- The Atlas of Early Man, Macmillan Publishers Ltd